# セルヴレット
セルヴレット （Serverette）は、フランス、オクシタニー地域圏、ロゼール県のコミューン。

## 地理
コミューンは中央高地の中、トリュイエール川とメゼール川との合流地点にある。

## 人口統計
| 1962年 | 1968年 | 1975年 | 1982年 | 1990年 | 1999年 | 2004年 | 2015年 |
| ------ | ------ | ------ | ------ | ------ | ------ | ------ | ------ |
| 429    | 439    | 401    | 351    | 324    | 290    | 281    | 263    |

参照元:1962年から1999年までは複数コミューンに住所登録をする者の重複分を除いたもの。それ以降は当該コミューンの人口統計によるもの。1999年までEHESS/Cassini、2006年以降INSEE。

## 参照
1. ↑  http://cassini.ehess.fr/cassini/fr/html/fiche.php?select_resultat=36198
2. ↑  https://www.insee.fr/fr/statistiques/3293086?geo=COM-48188
3. ↑  http://www.insee.fr